# Château de Castegens
Le château de Castegens est un château situé sur la commune de Belvès-de-Castillon, dans le département de la Gironde, en France.

## Historique
Le logis date du XIVe siècle. Il est remanié au XVe siècle et fortifié au XVIe siècle.
Simard de Pitray construit de nouveaux cuviers et chais entre 1863 et 1868.
Le monument fait l’objet d’une inscription au titre des monuments historiques depuis le 19 avril 1996.
Sur une scène de sept hectares au pied du château de Castegens se déroule chaque été une reconstitution historique. C'est un spectacle vivant mais c'est aussi tout un village qui, pendant un mois, vit au rythme du Moyen Âge. « La Bataille de Castillon », c'est la reconstitution historique d'une page décisive de l'histoire de la France de Charles VII et de l’Angleterre : la fin de la guerre de Cent Ans, en 1453,,,.